# Apoštolská prefektura Dessié
Apoštolská prefektura Dessié byla prefektura římskokatolické církve, nacházející se v Etiopii.

## Historie
Byla založena 25. března 1937 bulou Quo in Aethiopiae papeže Pia XI. z části území apoštolského vikariátu Abyssinia.
Dne 31. října 1951 byla prefektura zrušena a její území připadlo apoštolskému exarchátu Addis Abeba.

## Seznam prefektů
- Costanzo Bergna, O.F.M. (1937-1941)